# Tháng 9 năm 2006
Trang này liệt kê những sự kiện quan trọng vào tháng 9 năm 2006.

## Thứ sáu, ngày1 tháng 9
- Vì phản đối kết quả bầu cử tháng 7, những nghị sĩ đối lập trong Quốc hội Mexico chặn Tổng thống México Vicente Fox không được đọc diễn văn Tình trạng Quốc gia lần cuối.

## Chủ nhật, ngày3 tháng 9
- Vệ tinh SMART-1 của Cơ quan Vũ trụ châu Âu kết thúc phi vụ thành công khi đâm vào Mặt Trăng.
- Tây Ban Nha thắng Hy Lạp và đoạt Giải vô địch bóng rổ thế giới 2006.

## Thứ hai, ngày4 tháng 9
- Steve Irwin, ngôi sao trong chương trình TV The Crocodile Hunter (Thợ săn Cá sấu), bị cá đuối gai độc đâm chết, ông đang quay phim tài liệu dưới nước gần bờ biển Úc.

## Thứ ba, ngày5 tháng 9
- Hơn 2 tháng sau cuộc bầu cử tổng thống tại México, Tòa án Bầu cử Liên bang tuyên bố rằng Felipe Calderón thắng cử.

## Thứ tư, ngày6 tháng 9
- Vương phi Kiko của Nhật Bản sinh ra con trai thừa kế đầu tiên trong Hoàng gia Nhật Bản hơn 40 năm. Hoàng tử này là người thứ 3 trong thứ tự kế vị Ngôi Hoa cúc.

## Thứ sáu, ngày8 tháng 9
- Thủ tướng Anh Tony Blair tuyên bố rằng ông sẽ từ chức trước Hội nghị Đảng Lao động năm 2007.

## Thứ bảy, ngày9 tháng 9
- Robocon Kuala Lumpur 2006.

## Chủ nhật, ngày10 tháng 9
- Michael Schumacher, tay đua xe thành công nhất trong lịch sử Công thức 1, tuyên bố rằng hết mùa thi đấu sẽ giải nghệ.
- Quốc vương Taufaʻahau Tupou IV của Tonga qua đời, thọ 88 tuổi. Hoàng tử George Tupou V nối ngôi.
- Đảng Xã hội–Dân chủ của thủ tướng đương nhiệm Milo Đukanović thắng cuộc bầu cử nghị viện đầu tiên của Montenegro.

## Thứ tư, ngày13 tháng 9
- Một người bắn chết một phụ nữ và làm 19 người khác bị thương trước khi bị cảnh sát bắn chết tại Đại học Dawson ở Montréal, Québec, Canada.
- Hành tinh lùn lớn nhất của Hệ Mặt Trời, đến nay được gọi "2003 UB313", được đặt tên chính thức là "Eris", và vệ tinh của nó được tên "Dysnomia".
- Hội nghị Hàng năm thứ 61 giữa Ngân hàng Thế giới và Quỹ tiền tệ quốc tế bắt đầu tại Singapore.

## Thứ sáu, ngày15 tháng 9
- Phi hành đoàn của tàu con thoi Atlantis trong phi vụ STS-115 hoàn thành việc đi bộ trong không gian để gắn miếng giàn P3/4 và đôi tấm năng lượng mặt trời vào Trạm Vũ trụ Quốc tế.

## Thứ bảy, ngày16 tháng 9
- Bài diễn văn của Giáo hoàng Benedict XVI nói đến Hồi giáo gây ra tranh luận ở Ấn Độ và thế giới Hồi giáo.

## Chủ nhật, ngày17 tháng 9
- Liên hiệp đối lập trung hữu, dẫn đầu là Fredrik Reinfeldt, thắng đảng Dân chủ Xã hội của Thủ tướng Göran Persson trong cuộc tổng tuyển cử Thụy Điển.
- Sau khi nhiều người Hồi giáo từ khắp thế giới phản đối, Giáo hoàng Benedict XVI xin lỗi về việc trích dẫn một đoạn văn đối thoại Trung cổ mà chỉ trích Hồi giáo.

## Thứ ba, ngày19 tháng 9
- Thủ tướng Thaksin Shinawatra của Thái Lan tuyên bố tình trạng khẩn cấp tại Bangkok trong khi xe tăng của Quân đội Hoàng gia Thái Lan bao vây văn phòng chính phủ.
- Biểu tình tại Budapest gây ra bạo lực, sau khi Thủ tướng Ferenc Gyurcsány của Hungary thừa nhận rằng đảng của ông dối để thắng cử.
- Tại Singapore, Ngân hàng Thế giới và Quỹ tiền tệ quốc tế chấp nhận cải cách để cho Trung Quốc và những thị trường nổi lên khác được thêm quyền bỏ phiếu.

## Thứ tư, ngày20 tháng 9
- Quân đội Thái Lan kiểm soát Bangkok, kể cả các tòa nhà chính phủ và các đài truyền hình, tuyên bố tình trạng khẩn cấp trên toàn lãnh thổ. VNN

## Thứ năm, ngày21 tháng 9
- Tàu con thoi Atlantis đáp xuống an toàn tại Trung tâm Vũ trụ Kennedy sau phi vụ 12 ngày tại Trạm Vũ trụ Quốc tế.

## Thứ bảy, ngày23 tháng 9
- Tai nạn tàu điện từ trường xảy ra tại Lathen, Emsland, Đức làm 23 người thiệt mạng.
- Toomas Hendrik Ilves được bầu làm Tổng thống Estonia mới.
- Vi khuẩn E. coli trong những bao rau spinach từ California làm ít nhất 165 người Mỹ bị bệnh, bao gồm 27 người bị hội chứng dung huyết và suy thận (HUS).
- Tổng thống Gambia Yahya Jammeh được bầu làm nhiệm kỳ thứ ba.
- Ali Abdullah Saleh, Tổng thống Yemen từ năm 1978, được bầu lại có đa số 77,2%, làm liên hiệp đối lập Yemen cho là gian lận bầu cử.

## Thứ ba, ngày26 tháng 9
- Abe Shinzo được bầu làm tân Thủ tướng Nhật Bản, sau khi cựu Thủ tướng Koizumi Junichiro từ chức.

## Thứ tư, ngày27 tháng 9
- Tổng giám mục Emmanuel Milingo bị Giáo hội Công giáo Rôma rút phép thông công vì tấn phong giám mục bốn người đã lấy vợ trong khi không có chỉ thị của giáo hoàng.

## Thứ năm, ngày28 tháng 9
- Thi hài của nữ Sa hoàng Maria Fyodorovna được về Nga từ Đan Mạch và được cải táng ở Nhà thờ Phêrô và Phaolô tại Sankt-Peterburg.

## Thứ sáu, ngày29 tháng 9
- Cơn bão Xangsane (Milenyo) đổ bộ vào miền bắc Philippines, làm ít nhất 70 người bị thiệt mạng và gây nhiều thiệt hại.
- Phi vụ Soyuz TMA-8, với phi đoàn Thám hiểm 13 của Trạm Vũ trụ Quốc tế và khách du lịch vũ trụ người Mỹ gốc Iran Anousheh Ansari, đáp xuống thảo nguyên tại Kazakhstan.
- Sony sẽ thu hồi những pin sạc lithi nguy hiểm, sau khi Dell, Apple, Lenovo, Toshiba, và Fujitsu thu hồi hàng triệu pin của Sony trong máy tính xách tay.
- Máy HiRISE trên Mars Reconnaissance Orbiter của NASA chụp những hình Sao Hỏa đầu tiên ở quỹ đạo thấp có độ phân giải cao.